# West Coast Main Line
| British Rail Class 390 in der Nähe der Watford Gap an der Autobahn M1 in Northamptonshire in Verkehrswegebündelung |                      |                                               |                                               |
| |                      |                                               |                                               |
| Streckenlänge: | 645 km               |                                               |                                               |
| Spurweite: | 1435 mm (Normalspur) |                                               |                                               |
| Stromsystem: | 25 kV 50 Hz ~        |                                               |                                               |
| Streckengeschwindigkeit: | 200 km/h             |                                               |                                               |
| |                      |                                               |                                               |
| \| \| \| von East Coast Main Line \| \| \| \| 0m 00ch \| Edinburgh Waverley \| Edinburgh Waverley \| \| \| 1m 19ch \| Haymarket \| Haymarket \| \| \| 1m 29ch / 100m 41ch \| nach Falkirk und zur Forth Bridge nach Dundee \| nach Falkirk und zur Forth Bridge nach Dundee \| \| \| 98m 75ch \| Slateford \| Slateford \| \| \| 98m 05ch \| Kingsknowe \| Kingsknowe \| \| \| 97m 17ch \| Wester Halles \| Wester Halles \| \| \| 95m 42ch \| Curriehill \| Curriehill \| \| \| 90m 70ch \| Kirknewton \| Kirknewton \| \| \| 89m 76ch \| nach Glasgow über Shotts \| nach Glasgow über Shotts \| \| \| 102m 27ch \| Glasgow Central \| Glasgow Central \| \| \| \| zum SPT-Netz \| \| \| \| 97m 24ch \| Cambuslang \| Cambuslang \| \| \| 95m 57ch \| Newton \| Newton \| \| \| 95m 52ch \| nach Hamilton \| nach Hamilton \| \| \| 93m 71ch \| Uddingston \| Uddingston \| \| \| 93m 58ch \| nach Holytown \| nach Holytown \| \| \| \| \| \| \| \| \| \| \| \| \| 89m 38ch \| Motherwell zum SPT-Netz \| Motherwell zum SPT-Netz \| \| \| 87m 59ch \| Shieldmuir \| Shieldmuir \| \| \| 84m 08ch \| von Holytown \| von Holytown \| \| \| 81m 75ch \| Carluke \| Carluke \| \| \| 76m 08ch \| nach Lanark \| nach Lanark \| \| \| 73m 49ch \| Carstairs zum SPT-Netz \| Carstairs zum SPT-Netz \| \| \| 73m 17ch \| Carstairs South Junction \| Carstairs South Junction \| \| \| 25m 66ch \| Lockerbie \| Lockerbie \| \| \| 8m 57ch \| von Annan \| von Annan \| \| \| 0m 00ch / 69m 09ch \| Carlisle \| Carlisle \| \| \| 68m 76ch \| nach Settle und nach Newcastle \| nach Settle und nach Newcastle \| \| \| \| zur Cumbrian Coast Line \| \| \| \| 51m 20ch \| Penrith \| Penrith \| \| \| 19m 12ch \| von Windermere \| von Windermere \| \| \| 19m 11ch \| Oxenholme Lake District \| Oxenholme Lake District \| \| \| \| Bahnstrecke Leeds–Morecambe \| \| \| \| \| von Arnside und von Wennignton \| \| \| \| 0m 31ch \| Carnforth \| Carnforth \| \| \| 0m 19ch / 6m 08ch \| \| \| \| \| \| von und nach Heysham Port \| \| \| \| 0m 00ch / 20m 78ch \| Lancaster \| Lancaster \| \| \| \| von Blackpool North \| \| \| \| 0m 00ch / 21m 57ch \| Preston \| Preston \| \| \| \| nach Rufford \| \| \| \| \| nach Blackburn \| \| \| \| 17m 54ch \| Leyland \| Leyland \| \| \| 16m 22ch / 25m 31ch \| \| \| \| \| 14m 77ch \| Euxton Balshaw Lane \| Euxton Balshaw Lane \| \| \| \| \| \| \| \| 6m 47ch \| Wigan North Western \| Wigan North Western \| \| \| \| \| \| \| \| \| nach Liverpool über St Helens \| \| \| \| 0m 53ch / 187m 76ch \| nach Manchester \| nach Manchester \| \| \| \| Bahnstrecke Manchester-Liverpool \| \| \| \| \| \| \| \| \| \| \| \| \| \| 182m 11ch \| Warrington Bank Quay \| Warrington Bank Quay \| \| \| \| \| \| \| \| \| \| \| \| \| 193m 52ch \| Liverpool Lime Street \| Liverpool Lime Street \| \| \| 192m 21ch \| Edge Hill \| Edge Hill \| \| \| 189m 57ch \| Mossley Hill \| Mossley Hill \| \| \| 189m 00ch \| West Allerton \| West Allerton \| \| \| 187m 77ch \| Liverpool S. Parkway \| Liverpool S. Parkway \| \| \| \| \| \| \| \| \| \| \| \| \| \| River Mersey \| \| \| \| 180m 40ch \| Runcorn \| Runcorn \| \| \| 174m 70ch \| Weaver Junction \| Weaver Junction \| \| \| 172m 38ch \| Acton Bridge \| Acton Bridge \| \| \| \| \| \| \| \| 169m 64ch \| Hartfort \| Hartfort \| \| \| 165m 41ch \| Winsford \| Winsford \| \| \| 24m 39ch \| Buckshaw Parkway \| Buckshaw Parkway \| \| \| 22m 20ch \| Chorley \| Chorley \| \| \| 19m 15ch \| Adlington \| Adlington \| \| \| 17m 14ch \| Blackrod \| Blackrod \| \| \| 15m 50ch \| Horwich Parkway \| Horwich Parkway \| \| \| 13m 52ch \| Lostock \| Lostock \| \| \| 13m 39ch \| von Westhoughton \| von Westhoughton \| \| \| 10m 55ch \| von Hall l' Th' Wood \| von Hall l' Th' Wood \| \| \| 10m 50ch \| Bolton \| Bolton \| \| \| 9m 06ch \| Moses Gate \| Moses Gate \| \| \| 8m 31ch \| Farnworth \| Farnworth \| \| \| 7m 57ch \| Kearsley \| Kearsley \| \| \| 4m 47ch \| Clifton \| Clifton \| \| \| \| von Altherton \| \| \| \| 1m 59ch \| Salford Crescent \| Salford Crescent \| \| \| \| von Liverpool über Earlestown \| \| \| \| 1m 55ch / 191m 01ch \| von und nach Manchester Victoria \| von und nach Manchester Victoria \| \| \| \| \| \| \| \| 189m 57ch \| Deansgate \| Deansgate \| \| \| 189m 29ch \| Oxford Road \| Oxford Road \| \| \| 188m 70ch \| Manchester Piccadilly \| Manchester Piccadilly \| \| \| \| \| \| \| \| \| nach Guide Bridge \| \| \| \| 186m 46ch / 9m 44ch \| Slade Lane Jn \| Slade Lane Jn \| \| \| 8m 07ch \| Mauldeth Road \| Mauldeth Road \| \| \| 7m 18ch \| Burnage \| Burnage \| \| \| 6m 25ch \| East Didsbury \| East Didsbury \| \| \| \| \| \| \| \| \| \| \| \| \| 5m 11ch \| Gatley \| Gatley \| \| \| 3m 37ch \| Held Green \| Held Green \| \| \| 0m 00ch \| Manchester Airport \| Manchester Airport \| \| \| 1m 51ch / 3m 31ch \| Held Green N. Jn \| Held Green N. Jn \| \| \| 1m 48ch / 2m 50ch \| Held Green S. Jn \| Held Green S. Jn \| \| \| 1m 79ch \| Styal \| Styal \| \| \| 186m 01ch \| Levenshulme \| Levenshulme \| \| \| 184m 47ch \| Heaton Chapel \| Heaton Chapel \| \| \| \| \| \| \| \| 183m 01ch \| Stockport \| Stockport \| \| \| \| \| \| \| \| \| \| \| \| \| \| \| \| \| \| 180m 59ch / 0m 00ch \| \| \| \| \| 180m 57ch / 0m 08ch \| Cheadle Hulme \| Cheadle Hulme \| \| \| 178m 24ch \| Handforth \| Handforth \| \| \| 176m 71ch / 0m 18ch \| Wilmslow \| Wilmslow \| \| \| 176m 53ch / 0m 00ch \| Wilmslow South Jn \| Wilmslow South Jn \| \| \| 175m 21ch \| Alderley Edge \| Alderley Edge \| \| \| 172m 17ch \| Chelford \| Chelford \| \| \| 168m 35ch \| Goostrey \| Goostrey \| \| \| 166m 37ch \| Holmes Chapel \| Holmes Chapel \| \| \| \| \| \| \| \| 162m 50ch \| Sandbach \| Sandbach \| \| \| \| \| \| \| \| 158m 00ch \| Crewe \| Crewe \| \| \| 2m 79ch \| Poynton \| Poynton \| \| \| 5m 15ch \| Adlington \| Adlington \| \| \| 7m 10ch \| Prestbury \| Prestbury \| \| \| 9m 37ch / 0m 00ch \| \| \| \| \| 0m 25ch \| Macclesfield \| Macclesfield \| \| \| 8m 12ch \| Congleton \| Congleton \| \| \| \| \| \| \| \| \| Alsger \| \| \| \| 13m 60ch \| Kidsgrove \| Kidsgrove \| \| \| \| \| \| \| \| 17m 03ch \| Longport \| Longport \| \| \| 19m 78ch \| Stoke-on-Trent \| Stoke-on-Trent \| \| \| \| \| \| \| \| \| \| \| \| \| 23m 79ch \| Wedgwood \| Wedgwood \| \| \| 24m 44ch \| Barlaston \| Barlaston \| \| \| 27m 00ch / 0m 00ch \| \| \| \| \| 0m 07ch \| Stone \| Stone \| \| \| \| \| \| \| \| 133m 43ch \| Stafford \| Stafford \| \| \| \| \| \| \| \| 124m 22ch \| Rugeley Trent Valley \| Rugeley Trent Valley \| \| \| \| Handsacre Junction High Speed 2 \| \| \| \| \| \| \| \| \| 116m 19ch \| Lichfield Trent Valley \| Lichfield Trent Valley \| \| \| \| High Speed 2 \| \| \| \| 110m 01ch \| Tamworth L.L. \| Tamworth L.L. \| \| \| 106m 39ch \| Polesworth \| Polesworth \| \| \| 102m 23ch \| Atherstone \| Atherstone \| \| \| \| \| \| \| \| 97m 10ch \| Nuneaton \| Nuneaton \| \| \| \| \| \| \| \| \| nach Coventry \| \| \| \| 133m 04ch / 28m 50ch \| \| \| \| \| 23m 32ch \| Penkridge \| Penkridge \| \| \| 14m 43ch /15m 32ch \| \| \| \| \| \| \| \| \| \| 12m 75ch \| Wolverhampton \| Wolverhampton \| \| \| \| \| \| \| \| 12m 64ch \| \| \| \| \| \| \| \| \| \| 8m 47ch \| Bescot Stadium \| Bescot Stadium \| \| \| 7m 48ch \| Tame Bridge Parkway \| Tame Bridge Parkway \| \| \| 4m 76ch \| Hamstead \| Hamstead \| \| \| 9m 46ch \| Coseley \| Coseley \| \| \| 8m 16ch \| Tipton \| Tipton \| \| \| \| \| \| \| \| 7m 29ch \| Dudley Port \| Dudley Port \| \| \| 5m 28ch \| Sandwell and Dudley \| Sandwell and Dudley \| \| \| \| \| \| \| \| \| \| \| \| \| 3m 30ch \| Smethwick Roll St. \| Smethwick Roll St. \| \| \| \| \| \| \| \| 3m 33ch \| Perry Barr \| Perry Barr \| \| \| 2m 45ch \| Witton \| Witton \| \| \| 0m 05ch / 112m 73ch \| Birmingham New Street \| Birmingham New Street \| \| \| 1m 68ch \| Aston \| Aston \| \| \| \| \| \| \| \| \| \| \| \| \| \| \| \| \| \| 110m 79ch \| Adderley Park \| Adderley Park \| \| \| \| \| \| \| \| 109m 08ch \| Stechford \| Stechford \| \| \| 108m 00ch \| Lea Hall \| Lea Hall \| \| \| 106m 33ch \| Marston Green \| Marston Green \| \| \| 104m 55ch \| Birmingham International \| Birmingham International \| \| \| 102m 61ch \| Hampton-in-Arden \| Hampton-in-Arden \| \| \| 99m 38ch \| Berkswell \| Berkswell \| \| \| 97m 45ch \| Tile Hill \| Tile Hill \| \| \| 95m 37ch \| Canley \| Canley \| \| \| \| von Nuneaton \| \| \| \| 93m 97ch \| Coventry \| Coventry \| \| \| \| \| \| \| \| 82m 40ch \| Rugby \| Rugby \| \| \| 81m 28ch / 83m 54ch \| \| \| \| \| 75m 37ch \| Long Buckby \| Long Buckby \| \| \| 65m 68ch \| Northampton \| Northampton \| \| \| \| \| \| \| \| 52m 33ch \| Wolverton \| Wolverton \| \| \| 49m 65ch \| Milton Keynes Central \| Milton Keynes Central \| \| \| \| nach Bedford \| \| \| \| 46m 54ch \| Bletchley \| Bletchley \| \| \| \| nach Bedford \| \| \| \| \| nach Bedford und Oxford \| \| \| \| 40m 14ch \| Leighton Buzzard \| Leighton Buzzard \| \| \| 36m 08ch \| Cheddington \| Cheddington \| \| \| 31m 50ch \| Tring \| Tring \| \| \| 27m 75ch \| Berkhamsted \| Berkhamsted \| \| \| 24m 39ch \| Hemel Hepstead \| Hemel Hepstead \| \| \| 23m 06ch \| Apsley \| Apsley \| \| \| 20m 74ch \| Kings Langley \| Kings Langley \| \| \| \| nach St Albans Abbey \| \| \| \| 17m 34ch \| Watford Junction \| Watford Junction \| \| \| 15m 79ch \| Bushey \| Bushey \| \| \| 11m 30ch \| Harrow & Wealdstone \| Harrow & Wealdstone \| \| \| \| Zufahrt zu London Marylebone \| \| \| \| \| nach Wembley Stadium \| \| \| \| 8m 04ch \| Wembley Central \| Wembley Central \| \| \| \| nach Wembley Stadium \| \| \| \| \| von Gospel Oak \| \| \| \| \| nach Gospel Oak \| \| \| \| \| von London Victoria \| \| \| \| 3m 55ch \| Queen’s Park \| Queen’s Park \| \| \| \| Zufahrt zu London Marylebone \| \| \| \| \| von London Liverpool Street \| \| \| \| 0m 00ch \| London Euston \| London Euston \| |                      |                                               |                                               |
| Strecke |                      | von East Coast Main Line                      | von East Coast Main Line                      |
| Bahnhof | 0m 00ch              | Edinburgh Waverley                            | Edinburgh Waverley                            |
| Bahnhof | 1m 19ch              | Haymarket                                     | Haymarket                                     |
| Abzweig geradeaus und nach rechts | 1m 29ch / 100m 41ch  | nach Falkirk und zur Forth Bridge nach Dundee | nach Falkirk und zur Forth Bridge nach Dundee |
| Bahnhof | 98m 75ch             | Slateford                                     | Slateford                                     |
| Bahnhof | 98m 05ch             | Kingsknowe                                    | Kingsknowe                                    |
| Bahnhof | 97m 17ch             | Wester Halles                                 | Wester Halles                                 |
| Bahnhof | 95m 42ch             | Curriehill                                    | Curriehill                                    |
| Bahnhof | 90m 70ch             | Kirknewton                                    | Kirknewton                                    |
| Abzweig geradeaus und nach rechts | 89m 76ch             | nach Glasgow über Shotts                      | nach Glasgow über Shotts                      |
| Kopfbahnhof Streckenanfang · Strecke | 102m 27ch            | Glasgow Central                               | Glasgow Central                               |
| Strecke · Strecke |                      | zum SPT-Netz                                  | zum SPT-Netz                                  |
| Bahnhof · Strecke | 97m 24ch             | Cambuslang                                    | Cambuslang                                    |
| Bahnhof · Strecke | 95m 57ch             | Newton                                        | Newton                                        |
| Abzweig geradeaus und nach rechts · Strecke | 95m 52ch             | nach Hamilton                                 | nach Hamilton                                 |
| Bahnhof · Strecke | 93m 71ch             | Uddingston                                    | Uddingston                                    |
| Abzweig geradeaus und nach links · Strecke | 93m 58ch             | nach Holytown                                 | nach Holytown                                 |
| Abzweig geradeaus und von links · Strecke |                      |                                               |                                               |
| Abzweig geradeaus und von rechts · Strecke |                      |                                               |                                               |
| Bahnhof · Strecke | 89m 38ch             | Motherwell zum SPT-Netz                       | Motherwell zum SPT-Netz                       |
| Bahnhof · Strecke | 87m 59ch             | Shieldmuir                                    | Shieldmuir                                    |
| Abzweig geradeaus und von links · Strecke | 84m 08ch             | von Holytown                                  | von Holytown                                  |
| Bahnhof · Strecke | 81m 75ch             | Carluke                                       | Carluke                                       |
| Abzweig geradeaus und nach rechts · Strecke | 76m 08ch             | nach Lanark                                   | nach Lanark                                   |
| Bahnhof · Strecke | 73m 49ch             | Carstairs zum SPT-Netz                        | Carstairs zum SPT-Netz                        |
| Abzweig geradeaus, nach links und von links · Strecke nach rechts | 73m 17ch             | Carstairs South Junction                      | Carstairs South Junction                      |
| Bahnhof | 25m 66ch             | Lockerbie                                     | Lockerbie                                     |
| Abzweig geradeaus und von rechts | 8m 57ch              | von Annan                                     | von Annan                                     |
| Bahnhof | 0m 00ch / 69m 09ch   | Carlisle                                      | Carlisle                                      |
| Abzweig geradeaus und nach links | 68m 76ch             | nach Settle und nach Newcastle                | nach Settle und nach Newcastle                |
| Abzweig geradeaus und nach rechts |                      | zur Cumbrian Coast Line                       | zur Cumbrian Coast Line                       |
| Bahnhof | 51m 20ch             | Penrith                                       | Penrith                                       |
| Abzweig geradeaus und von rechts | 19m 12ch             | von Windermere                                | von Windermere                                |
| Bahnhof | 19m 11ch             | Oxenholme Lake District                       | Oxenholme Lake District                       |
| Kreuzung geradeaus unten |                      | Bahnstrecke Leeds–Morecambe                   | Bahnstrecke Leeds–Morecambe                   |
| Abzweig geradeaus und von rechts |                      | von Arnside und von Wennignton                | von Arnside und von Wennignton                |
| Bahnhof | 0m 31ch              | Carnforth                                     | Carnforth                                     |
| Strecke | 0m 19ch / 6m 08ch    |                                               |                                               |
| Abzweig geradeaus, nach rechts und von rechts |                      | von und nach Heysham Port                     | von und nach Heysham Port                     |
| Bahnhof | 0m 00ch / 20m 78ch   | Lancaster                                     | Lancaster                                     |
| Abzweig geradeaus und von rechts |                      | von Blackpool North                           | von Blackpool North                           |
| Bahnhof | 0m 00ch / 21m 57ch   | Preston                                       | Preston                                       |
| Abzweig geradeaus und nach rechts |                      | nach Rufford                                  | nach Rufford                                  |
| Abzweig geradeaus und nach links |                      | nach Blackburn                                | nach Blackburn                                |
| Bahnhof | 17m 54ch             | Leyland                                       | Leyland                                       |
| Abzweig geradeaus und nach links · Strecke von rechts | 16m 22ch / 25m 31ch  |                                               |                                               |
| Bahnhof · Strecke | 14m 77ch             | Euxton Balshaw Lane                           | Euxton Balshaw Lane                           |
| Kreuzung geradeaus oben · Strecke |                      |                                               |                                               |
| Bahnhof · Strecke | 6m 47ch              | Wigan North Western                           | Wigan North Western                           |
| Abzweig geradeaus, nach links und von links · Strecke |                      |                                               |                                               |
| Abzweig geradeaus und nach rechts · Strecke |                      | nach Liverpool über St Helens                 | nach Liverpool über St Helens                 |
| Abzweig geradeaus und nach links · Strecke | 0m 53ch / 187m 76ch  | nach Manchester                               | nach Manchester                               |
| Kreuzung geradeaus oben · Strecke |                      | Bahnstrecke Manchester-Liverpool              | Bahnstrecke Manchester-Liverpool              |
| Abzweig geradeaus und von rechts · Strecke |                      |                                               |                                               |
| Kreuzung geradeaus oben · Strecke |                      |                                               |                                               |
| Bahnhof · Strecke | 182m 11ch            | Warrington Bank Quay                          | Warrington Bank Quay                          |
| Kreuzung geradeaus unten · Strecke |                      |                                               |                                               |
| Kreuzung geradeaus unten · Strecke |                      |                                               |                                               |
| Kopfbahnhof Streckenanfang · Strecke · Strecke | 193m 52ch            | Liverpool Lime Street                         | Liverpool Lime Street                         |
| Bahnhof · Strecke · Strecke | 192m 21ch            | Edge Hill                                     | Edge Hill                                     |
| Bahnhof · Strecke · Strecke | 189m 57ch            | Mossley Hill                                  | Mossley Hill                                  |
| Bahnhof · Strecke · Strecke | 189m 00ch            | West Allerton                                 | West Allerton                                 |
| Bahnhof · Strecke · Strecke | 187m 77ch            | Liverpool S. Parkway                          | Liverpool S. Parkway                          |
| Kreuzung geradeaus oben · Strecke · Strecke |                      |                                               |                                               |
| Kreuzung geradeaus unten · Strecke · Strecke |                      |                                               |                                               |
| Brücke über Wasserlauf · Strecke · Strecke |                      | River Mersey                                  | River Mersey                                  |
| Bahnhof · Strecke · Strecke | 180m 40ch            | Runcorn                                       | Runcorn                                       |
| Abzweig geradeaus und von links · Strecke nach rechts · Strecke | 174m 70ch            | Weaver Junction                               | Weaver Junction                               |
| Bahnhof · Strecke | 172m 38ch            | Acton Bridge                                  | Acton Bridge                                  |
| Kreuzung geradeaus unten · Strecke |                      |                                               |                                               |
| Bahnhof · Strecke | 169m 64ch            | Hartfort                                      | Hartfort                                      |
| Bahnhof · Strecke | 165m 41ch            | Winsford                                      | Winsford                                      |
| Strecke · Bahnhof | 24m 39ch             | Buckshaw Parkway                              | Buckshaw Parkway                              |
| Strecke · Bahnhof | 22m 20ch             | Chorley                                       | Chorley                                       |
| Strecke · Bahnhof | 19m 15ch             | Adlington                                     | Adlington                                     |
| Strecke · Bahnhof | 17m 14ch             | Blackrod                                      | Blackrod                                      |
| Strecke · Bahnhof | 15m 50ch             | Horwich Parkway                               | Horwich Parkway                               |
| Strecke · Bahnhof | 13m 52ch             | Lostock                                       | Lostock                                       |
| Strecke · Abzweig geradeaus und von rechts | 13m 39ch             | von Westhoughton                              | von Westhoughton                              |
| Strecke · Abzweig geradeaus und von links | 10m 55ch             | von Hall l' Th' Wood                          | von Hall l' Th' Wood                          |
| Strecke · Bahnhof | 10m 50ch             | Bolton                                        | Bolton                                        |
| Strecke · Bahnhof | 9m 06ch              | Moses Gate                                    | Moses Gate                                    |
| Strecke · Bahnhof | 8m 31ch              | Farnworth                                     | Farnworth                                     |
| Strecke · Bahnhof | 7m 57ch              | Kearsley                                      | Kearsley                                      |
| Strecke · Bahnhof | 4m 47ch              | Clifton                                       | Clifton                                       |
| Strecke · Abzweig geradeaus und von rechts |                      | von Altherton                                 | von Altherton                                 |
| Strecke · Bahnhof | 1m 59ch              | Salford Crescent                              | Salford Crescent                              |
| Strecke · Abzweig geradeaus und von rechts |                      | von Liverpool über Earlestown                 | von Liverpool über Earlestown                 |
| Strecke · Abzweig geradeaus, nach links und von links | 1m 55ch / 191m 01ch  | von und nach Manchester Victoria              | von und nach Manchester Victoria              |
| Strecke · Abzweig geradeaus und von rechts |                      |                                               |                                               |
| Strecke · Bahnhof | 189m 57ch            | Deansgate                                     | Deansgate                                     |
| Strecke · Bahnhof | 189m 29ch            | Oxford Road                                   | Oxford Road                                   |
| Strecke von links · Strecke nach rechts · Bahnhof · Kopfbahnhof Streckenanfang | 188m 70ch            | Manchester Piccadilly                         | Manchester Piccadilly                         |
| Strecke · Abzweig geradeaus und von links · Strecke nach rechts |                      |                                               |                                               |
| Strecke · Abzweig geradeaus und nach links |                      | nach Guide Bridge                             | nach Guide Bridge                             |
| Strecke · Strecke von links · Abzweig geradeaus und nach rechts | 186m 46ch / 9m 44ch  | Slade Lane Jn                                 | Slade Lane Jn                                 |
| Strecke · Bahnhof · Strecke | 8m 07ch              | Mauldeth Road                                 | Mauldeth Road                                 |
| Strecke · Bahnhof · Strecke | 7m 18ch              | Burnage                                       | Burnage                                       |
| Strecke · Bahnhof · Strecke | 6m 25ch              | East Didsbury                                 | East Didsbury                                 |
| Strecke · Kreuzung geradeaus oben · Strecke |                      |                                               |                                               |
| Strecke · Kreuzung geradeaus oben · Strecke |                      |                                               |                                               |
| Strecke · Bahnhof · Strecke | 5m 11ch              | Gatley                                        | Gatley                                        |
| Strecke · Bahnhof · Strecke | 3m 37ch              | Held Green                                    | Held Green                                    |
| Strecke · Kopfbahnhof Streckenanfang · Strecke · Strecke | 0m 00ch              | Manchester Airport                            | Manchester Airport                            |
| Strecke · Abzweig geradeaus und nach links · Abzweig geradeaus und nach rechts · Strecke | 1m 51ch / 3m 31ch    | Held Green N. Jn                              | Held Green N. Jn                              |
| Strecke · Strecke nach links · Abzweig geradeaus und von rechts · Strecke | 1m 48ch / 2m 50ch    | Held Green S. Jn                              | Held Green S. Jn                              |
| Strecke · Bahnhof · Strecke | 1m 79ch              | Styal                                         | Styal                                         |
| Strecke · Strecke · Bahnhof | 186m 01ch            | Levenshulme                                   | Levenshulme                                   |
| Strecke · Strecke · Bahnhof | 184m 47ch            | Heaton Chapel                                 | Heaton Chapel                                 |
| Strecke · Strecke · Abzweig geradeaus und von links |                      |                                               |                                               |
| Strecke · Strecke · Bahnhof | 183m 01ch            | Stockport                                     | Stockport                                     |
| Strecke · Strecke · Abzweig geradeaus und nach rechts |                      |                                               |                                               |
| Strecke · Strecke · Abzweig geradeaus und nach links |                      |                                               |                                               |
| Strecke · Strecke · Kreuzung geradeaus oben |                      |                                               |                                               |
| Strecke · Strecke · Abzweig geradeaus und nach links · Strecke von rechts | 180m 59ch / 0m 00ch  |                                               |                                               |
| Strecke · Strecke · Bahnhof · Bahnhof | 180m 57ch / 0m 08ch  | Cheadle Hulme                                 | Cheadle Hulme                                 |
| Strecke · Strecke · Bahnhof · Strecke | 178m 24ch            | Handforth                                     | Handforth                                     |
| Strecke · Bahnhof · Bahnhof · Strecke | 176m 71ch / 0m 18ch  | Wilmslow                                      | Wilmslow                                      |
| Strecke · Abzweig geradeaus und von links · Strecke nach rechts · Strecke | 176m 53ch / 0m 00ch  | Wilmslow South Jn                             | Wilmslow South Jn                             |
| Strecke · Bahnhof · Strecke | 175m 21ch            | Alderley Edge                                 | Alderley Edge                                 |
| Strecke · Bahnhof · Strecke | 172m 17ch            | Chelford                                      | Chelford                                      |
| Strecke · Bahnhof · Strecke | 168m 35ch            | Goostrey                                      | Goostrey                                      |
| Strecke · Bahnhof · Strecke | 166m 37ch            | Holmes Chapel                                 | Holmes Chapel                                 |
| Strecke · Abzweig geradeaus und von rechts · Strecke |                      |                                               |                                               |
| Strecke · Bahnhof · Strecke | 162m 50ch            | Sandbach                                      | Sandbach                                      |
| Abzweig geradeaus und von links · Strecke quer · Strecke nach rechts · Strecke |                      |                                               |                                               |
| Bahnhof · Strecke | 158m 00ch            | Crewe                                         | Crewe                                         |
| Strecke · Bahnhof | 2m 79ch              | Poynton                                       | Poynton                                       |
| Strecke · Bahnhof | 5m 15ch              | Adlington                                     | Adlington                                     |
| Strecke · Bahnhof | 7m 10ch              | Prestbury                                     | Prestbury                                     |
| Strecke · Strecke | 9m 37ch / 0m 00ch    |                                               |                                               |
| Strecke · Bahnhof | 0m 25ch              | Macclesfield                                  | Macclesfield                                  |
| Strecke · Bahnhof | 8m 12ch              | Congleton                                     | Congleton                                     |
| Abzweig geradeaus und nach links · Strecke quer · Strecke von rechts · Strecke |                      |                                               |                                               |
| Strecke · Bahnhof · Strecke |                      | Alsger                                        | Alsger                                        |
| Strecke · Bahnhof · Bahnhof | 13m 60ch             | Kidsgrove                                     | Kidsgrove                                     |
| Strecke · Strecke nach links · Strecke quer · Abzweig geradeaus und von rechts |                      |                                               |                                               |
| Strecke · Bahnhof | 17m 03ch             | Longport                                      | Longport                                      |
| Kreuzung geradeaus unten · Bahnhof | 19m 78ch             | Stoke-on-Trent                                | Stoke-on-Trent                                |
| Strecke · Abzweig geradeaus und nach links |                      |                                               |                                               |
| Strecke · Abzweig geradeaus und nach links |                      |                                               |                                               |
| Strecke · Bahnhof | 23m 79ch             | Wedgwood                                      | Wedgwood                                      |
| Strecke · Bahnhof | 24m 44ch             | Barlaston                                     | Barlaston                                     |
| Strecke · Strecke von links · Strecke quer · Abzweig geradeaus und nach rechts | 27m 00ch / 0m 00ch   |                                               |                                               |
| Strecke · Bahnhof · Strecke | 0m 07ch              | Stone                                         | Stone                                         |
| Abzweig geradeaus und von links · Strecke quer · Strecke nach rechts · Strecke |                      |                                               |                                               |
| Bahnhof · Strecke | 133m 43ch            | Stafford                                      | Stafford                                      |
| Abzweig geradeaus und nach links · Strecke quer · Strecke quer · Strecke quer · Abzweig geradeaus und von rechts |                      |                                               |                                               |
| Strecke · Bahnhof | 124m 22ch            | Rugeley Trent Valley                          | Rugeley Trent Valley                          |
| Strecke · Abzweig geradeaus und ehemals nach links |                      | Handsacre Junction High Speed 2               | Handsacre Junction High Speed 2               |
| Strecke · Abzweig geradeaus und nach rechts |                      |                                               |                                               |
| Strecke · Turmbahnhof geradeaus unten | 116m 19ch            | Lichfield Trent Valley                        | Lichfield Trent Valley                        |
| Strecke · Kreuzung geradeaus oben (Querstrecke außer Betrieb) |                      | High Speed 2                                  | High Speed 2                                  |
| Strecke · Turmbahnhof geradeaus unten | 110m 01ch            | Tamworth L.L.                                 | Tamworth L.L.                                 |
| Strecke · Bahnhof | 106m 39ch            | Polesworth                                    | Polesworth                                    |
| Strecke · Bahnhof | 102m 23ch            | Atherstone                                    | Atherstone                                    |
| Strecke · Kreuzung geradeaus unten |                      |                                               |                                               |
| Strecke · Bahnhof | 97m 10ch             | Nuneaton                                      | Nuneaton                                      |
| Strecke · Abzweig geradeaus und nach links |                      |                                               |                                               |
| Strecke · Abzweig geradeaus und nach rechts |                      | nach Coventry                                 | nach Coventry                                 |
| Strecke · Strecke | 133m 04ch / 28m 50ch |                                               |                                               |
| Bahnhof · Strecke | 23m 32ch             | Penkridge                                     | Penkridge                                     |
| Abzweig geradeaus und nach links · Strecke quer · Strecke von rechts · Strecke | 14m 43ch /15m 32ch   |                                               |                                               |
| Abzweig geradeaus und von rechts · Strecke · Strecke |                      |                                               |                                               |
| Bahnhof · Strecke · Strecke | 12m 75ch             | Wolverhampton                                 | Wolverhampton                                 |
| Abzweig geradeaus und nach links · Strecke von rechts · Strecke · Strecke |                      |                                               |                                               |
| Strecke · Abzweig geradeaus und von links · Strecke nach rechts · Strecke | 12m 64ch             |                                               |                                               |
| Strecke · Abzweig geradeaus, nach links und von links · Strecke |                      |                                               |                                               |
| Strecke · Bahnhof · Strecke | 8m 47ch              | Bescot Stadium                                | Bescot Stadium                                |
| Strecke · Bahnhof · Strecke | 7m 48ch              | Tame Bridge Parkway                           | Tame Bridge Parkway                           |
| Strecke · Bahnhof · Strecke | 4m 76ch              | Hamstead                                      | Hamstead                                      |
| Bahnhof · Strecke · Strecke | 9m 46ch              | Coseley                                       | Coseley                                       |
| Bahnhof · Strecke · Strecke | 8m 16ch              | Tipton                                        | Tipton                                        |
| Kreuzung geradeaus oben · Strecke · Strecke |                      |                                               |                                               |
| Bahnhof · Strecke · Strecke | 7m 29ch              | Dudley Port                                   | Dudley Port                                   |
| Bahnhof · Strecke · Strecke | 5m 28ch              | Sandwell and Dudley                           | Sandwell and Dudley                           |
| Kreuzung geradeaus unten · Strecke · Strecke |                      |                                               |                                               |
| Abzweig geradeaus und von rechts · Strecke · Strecke |                      |                                               |                                               |
| Bahnhof · Strecke · Strecke | 3m 30ch              | Smethwick Roll St.                            | Smethwick Roll St.                            |
| Abzweig geradeaus, nach links und von links · Abzweig geradeaus, nach rechts und von rechts · Strecke |                      |                                               |                                               |
| Strecke · Bahnhof · Strecke | 3m 33ch              | Perry Barr                                    | Perry Barr                                    |
| Abzweig geradeaus und von rechts · Bahnhof · Strecke | 2m 45ch              | Witton                                        | Witton                                        |
| Bahnhof · Abzweig geradeaus und von links · Strecke | 0m 05ch / 112m 73ch  | Birmingham New Street                         | Birmingham New Street                         |
| Kreuzung geradeaus oben · Bahnhof · Strecke | 1m 68ch              | Aston                                         | Aston                                         |
| Abzweig geradeaus und von links · Abzweig geradeaus und nach rechts · Strecke |                      |                                               |                                               |
| Abzweig geradeaus und nach links · Kreuzung geradeaus oben · Strecke |                      |                                               |                                               |
| Kreuzung geradeaus oben · Kreuzung geradeaus oben · Strecke |                      |                                               |                                               |
| Bahnhof · Strecke · Strecke | 110m 79ch            | Adderley Park                                 | Adderley Park                                 |
| Abzweig geradeaus und von links · Strecke nach rechts · Strecke |                      |                                               |                                               |
| Bahnhof · Strecke | 109m 08ch            | Stechford                                     | Stechford                                     |
| Bahnhof · Strecke | 108m 00ch            | Lea Hall                                      | Lea Hall                                      |
| Bahnhof · Strecke | 106m 33ch            | Marston Green                                 | Marston Green                                 |
| Bahnhof · Strecke | 104m 55ch            | Birmingham International                      | Birmingham International                      |
| Bahnhof · Strecke | 102m 61ch            | Hampton-in-Arden                              | Hampton-in-Arden                              |
| Bahnhof · Strecke | 99m 38ch             | Berkswell                                     | Berkswell                                     |
| Bahnhof · Strecke | 97m 45ch             | Tile Hill                                     | Tile Hill                                     |
| Bahnhof · Strecke | 95m 37ch             | Canley                                        | Canley                                        |
| Abzweig geradeaus und von links · Strecke |                      | von Nuneaton                                  | von Nuneaton                                  |
| Bahnhof · Strecke | 93m 97ch             | Coventry                                      | Coventry                                      |
| Strecke nach links · Strecke quer · Abzweig von links und von rechts · Strecke quer · Strecke nach rechts |                      |                                               |                                               |
| Bahnhof | 82m 40ch             | Rugby                                         | Rugby                                         |
| Abzweig geradeaus und nach links · Strecke von rechts | 81m 28ch / 83m 54ch  |                                               |                                               |
| Strecke · Bahnhof | 75m 37ch             | Long Buckby                                   | Long Buckby                                   |
| Strecke · Bahnhof | 65m 68ch             | Northampton                                   | Northampton                                   |
| Abzweig geradeaus und von links · Strecke nach rechts |                      |                                               |                                               |
| Bahnhof | 52m 33ch             | Wolverton                                     | Wolverton                                     |
| Bahnhof | 49m 65ch             | Milton Keynes Central                         | Milton Keynes Central                         |
| Abzweig geradeaus und nach links |                      | nach Bedford                                  | nach Bedford                                  |
| Bahnhof | 46m 54ch             | Bletchley                                     | Bletchley                                     |
| Abzweig geradeaus und von links |                      | nach Bedford                                  | nach Bedford                                  |
| Kreuzung geradeaus unten |                      | nach Bedford und Oxford                       | nach Bedford und Oxford                       |
| Bahnhof | 40m 14ch             | Leighton Buzzard                              | Leighton Buzzard                              |
| Bahnhof | 36m 08ch             | Cheddington                                   | Cheddington                                   |
| Bahnhof | 31m 50ch             | Tring                                         | Tring                                         |
| Bahnhof | 27m 75ch             | Berkhamsted                                   | Berkhamsted                                   |
| Bahnhof | 24m 39ch             | Hemel Hepstead                                | Hemel Hepstead                                |
| Bahnhof | 23m 06ch             | Apsley                                        | Apsley                                        |
| Bahnhof | 20m 74ch             | Kings Langley                                 | Kings Langley                                 |
| Abzweig geradeaus und von links |                      | nach St Albans Abbey                          | nach St Albans Abbey                          |
| Bahnhof | 17m 34ch             | Watford Junction                              | Watford Junction                              |
| Bahnhof | 15m 79ch             | Bushey                                        | Bushey                                        |
| Bahnhof | 11m 30ch             | Harrow & Wealdstone                           | Harrow & Wealdstone                           |
| Kreuzung geradeaus unten |                      | Zufahrt zu London Marylebone                  | Zufahrt zu London Marylebone                  |
| Kreuzung geradeaus unten |                      | nach Wembley Stadium                          | nach Wembley Stadium                          |
| Bahnhof | 8m 04ch              | Wembley Central                               | Wembley Central                               |
| Kreuzung geradeaus unten |                      | nach Wembley Stadium                          | nach Wembley Stadium                          |
| Abzweig geradeaus und nach links |                      | von Gospel Oak                                | von Gospel Oak                                |
| Kreuzung geradeaus unten |                      | nach Gospel Oak                               | nach Gospel Oak                               |
| Abzweig geradeaus und nach rechts |                      | von London Victoria                           | von London Victoria                           |
| Bahnhof | 3m 55ch              | Queen’s Park                                  | Queen’s Park                                  |
| Kreuzung geradeaus unten |                      | Zufahrt zu London Marylebone                  | Zufahrt zu London Marylebone                  |
| Abzweig geradeaus und nach links |                      | von London Liverpool Street                   | von London Liverpool Street                   |
| Kopfbahnhof Streckenende | 0m 00ch              | London Euston                                 | London Euston                                 |

Die West Coast Main Line (WCML) ist eine der wichtigsten Eisenbahnlinien Großbritanniens. Sie verbindet London mit den West Midlands, Nordwestengland, Nordwales und Südschottland.
Die Stammstrecke der WCML ist 401 Meilen (645 km) lang und führt von London Euston nach Glasgow Central. Die wichtigsten Zwischenstationen sind Milton Keynes, Rugby, Nuneaton, Tamworth, Stafford, Crewe, Warrington, Preston, Lancaster und Carlisle. Ein komplexes System von Zweigstrecken und Alternativrouten bindet weitere wichtige Städte an die WCML an: Northampton, Coventry, Birmingham, Wolverhampton, Stoke-on-Trent, Macclesfield, Manchester, Bolton, Liverpool und Edinburgh. Darüber hinaus bildet die WCML einen Teil der Vorortseisenbahnnetze der Ballungszentren London, Birmingham, Manchester und Glasgow.
Sie gilt als die am stärksten befahrene Mischverkehrsstrecke Europas.

## Strecke
Bei der WCML handelt es sich nicht um eine einzelne Strecke, sondern vielmehr um ein komplexes Netz verschiedener Abzweige und Nebenrouten, die im zentralen Bereich Städte abseits der Hauptstrecke London–Glasgow verbinden. Die ursprüngliche Stammstrecke war die Verbindung von Rugby über Birmingham und Wolverhampton nach Stafford, bis dann im Tal des Trent eine direktere Route gebaut wurde. Südlich von Rugby gibt es eine Zweigstrecke, die Northampton erschließt. Weitere wichtige Zweigstrecken führen von Crewe nach Liverpool, von Crewe nach Manchester, von Stafford nach Stoke-on-Trent und von Crewe nach Wilmslow. Der Bau des Windsor Link in Manchester ermöglicht seit 1988 direkte Züge über Bolton zurück zur Stammstrecke bei Preston. Durch einen Abzweig in Carstairs wird auch Edinburgh angebunden.
Im europäischen Kontext ist die WCML von hoher Bedeutung und wurde als Route der Transeuropäischen Netze klassifiziert. Sie ist der Hauptkorridor für den Güterverkehr und verbindet das europäische Festland über den Eurotunnel, London und Südostengland mit den West Midlands, Nordwestengland und Schottland. Die WCML gilt als eine der meistfrequentierten Güterzugstrecken Europas.

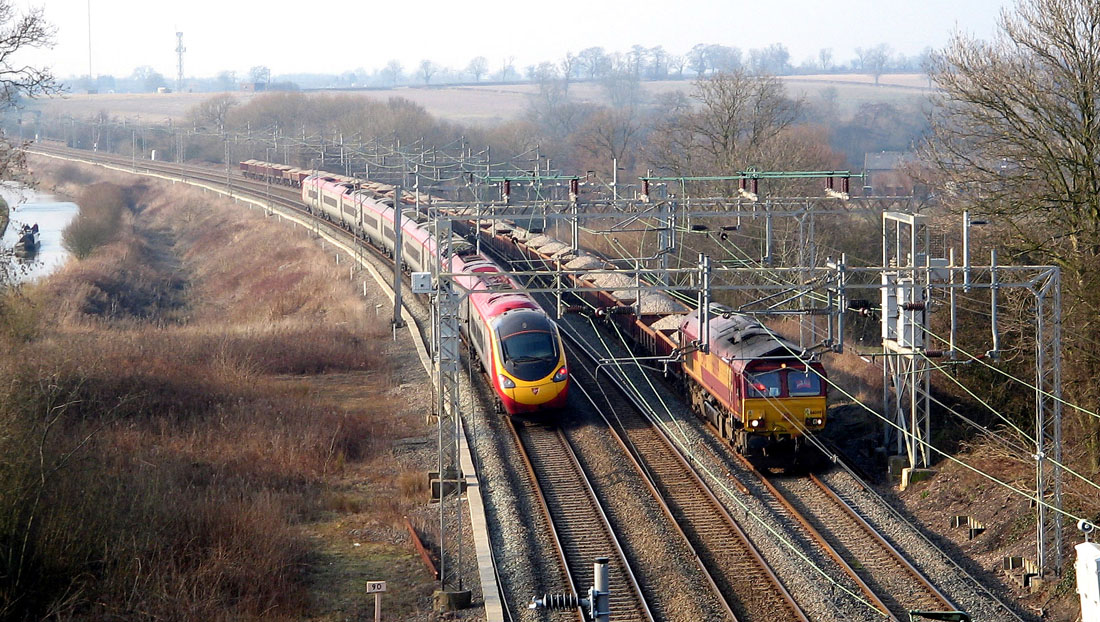
Pendolino und Güterzug in Warwickshire
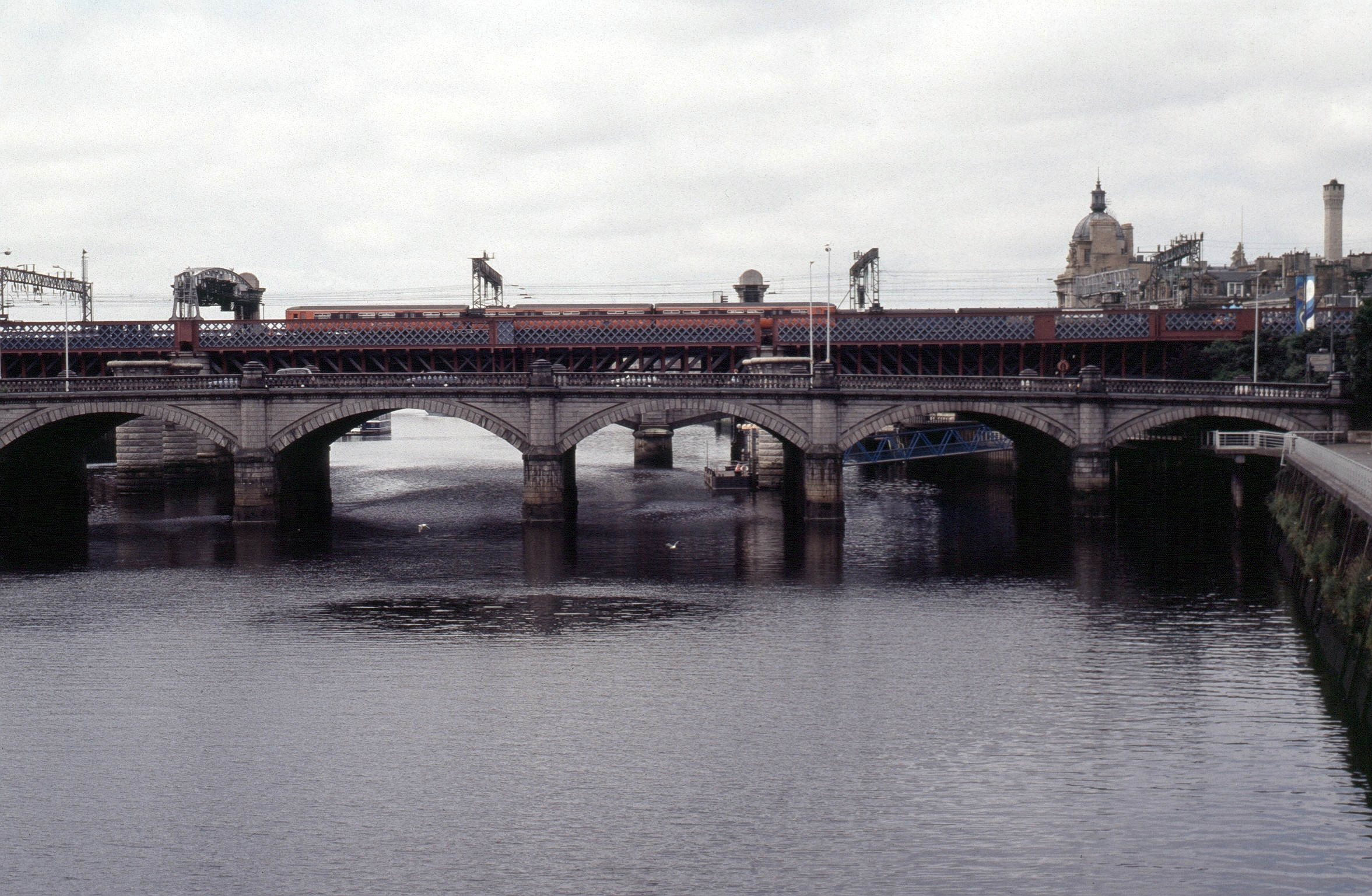
Brücke über den Clyde vor dem Endbahnhof Glasgow Central (1989)

## Geschichte

### Entstehung
Die WCML entstand zwischen den 1830er und 1870er Jahren durch den Bau verschiedener, zunächst unabhängiger Eisenbahnlinien. Den Anfang machte die Grand Junction Railway (Warrington – Manchester), gefolgt von der London and Birmingham Railway. Diese beiden fusionierten 1846 mit der Liverpool and Manchester Railway, der North Union Railway und der Manchester and Birmingham Railway zur London and North Western Railway (L&NWR). Die Strecke von Lancaster bis nach Carlisle wurde von der Lancaster and Carlisle Railway ab 1844 gebaut. Im September 1847 nahm die Strecke zwischen den beiden Städten den Betrieb in ihrer eigenen Gesellschaft auf. 1859 wurde auch sie Teil der London and North Western Railway. Nördlich von Carlisle blieb die Caledonian Railway unabhängig; im Februar 1848 erreichte sie Glasgow, im November 1849 Edinburgh. Eine weitere bedeutende Gesellschaft, die North Staffordshire Railway, die Macclesfield via Stoke-on-Trent mit den Verzweigungen Norton Bridge und Colwich verband, blieb ebenfalls unabhängig, bis zur Zwangsfusion im Jahr 1923.
Um den Befürchtungen und der Opposition von Grundbesitzern entlang der Strecke zu begegnen, wurden die Eisenbahnlinien an einigen Stellen so gebaut, dass sie große Umwege um Landsitze und ländliche Siedlungen machten. Um Kosten zu senken, passte man die Streckenführung an die Topografie an, was zahlreiche Kurven zur Folge hatte. Die WCML führt auch durch einige hügelige Gegenden wie die Chiltern Hills, Cumbria und das südliche Lanarkshire. Aus diesen Gründen ist die zulässige Höchstgeschwindigkeit geringer als auf der East Coast Main Line. Diesem Problem wird mit dem Einsatz von Neigezügen begegnet, früher mit dem wenig erfolgreichen Advanced Passenger Train von British Rail, seit 2003 mit den Pendolinos von Virgin Trains.
Die L&NWR vermarktete die Linie nach Schottland als The Premier Line, doch der Betrieb verkomplizierte sich durch inkompatible Bremssysteme, da die L&NWR Saugluftbremsen verwendete, die Caledonian Railway jedoch Westinghouse-Druckluftbremsen. Durchgehende Züge mussten deshalb aus Wagen mit zwei Bremssystemen bestehen. Um die Abrechnung zwischen den beiden Bahngesellschaften zu vereinfachen, waren diese Wagen im Besitz der West Coast Joint Stock (WCJS), an der beide Gesellschaften beteiligt waren. Nach der Konsolidierung am 1. Januar 1923 gehörte die Linie zum Streckennetz der London, Midland and Scottish Railway (LMS) und die Luftdruckbremse entwickelte sich rasch zum Standard. 

### British Railways
Nach der Verstaatlichung kam die Strecke 1948 in den Besitz von British Railways und gehörte zu den Betriebsregionen London Midland und Scottish Region. Bei Winsford ereignete sich auf der WCML am 17. April 1948 der erste schwere Unfall von British Rail, bei dem 24 Menschen starben. 

Erstmals wurde durch British Railways auch offiziell die Bezeichnung West Coast Main Line verwendet. Allerdings ist diese Bezeichnung irreführend, da die Linie tatsächlich nur etwa einen halben Kilometer entlang der Küste verläuft, an der Morecambe Bay zwischen Lancaster und Carnforth. Am 26. Dezember 1962 geschah ein weiterer schwerer Auffahrunfall, erneut im Umfeld des Bahnhofs Winsford. 18 Menschen starben. 
 

Am 8. August 1963 überfiel bei Leighton Buzzard eine Diebesbande einen auf der WCML von Glasgow nach London fahrenden Postzug und erbeutete bei diesem in der Folgezeit durch Filme und Presseberichte bekannt gewordenen Verbrechen über 2,6 Millionen Pfund. 
Zwischen 1959 und 1974 elektrifizierte die seit 1965 als British Rail firmierende Gesellschaft abschnittsweise die WCML. Den Anfang machten die Abschnitte Crewe – Liverpool und Crewe – Manchester. Der restliche Südteil folgte bis 1967, der Abschnitt von Weaver Junction (Abzweigung nach Liverpool) bis Glasgow im Jahr 1974. Diese Ära war geprägt von zeitraubenden und kapazitätsvermindernden Lokomotivwechseln - zuerst von Dampf- und später von Diesel- auf Elektrolokomotiven - an wichtigen Systemwechselstellen wie Birmingham New Street, Crewe und Preston. Der kurze Abschnitt Carstairs – Edinburgh Waverley wurde erst 1989 elektrifiziert, da man diesen damals noch zur East Coast Main Line zählte. Nach der 2019 erfolgten Elektrifizierung der Zweigstrecke Preston – Bolton – Manchester ist die North Wales Coast Line von Chester nach Holyhead die letzte nicht elektrifizierte bedeutende Zweigstrecke.

### Railtrack und West Coast Main Line
Railtrack war die Bezeichnung einer Gruppe von Unternehmen im Vereinigten Königreich, die von 1994 bis 2002 im Besitz der Gleise, Signale, Tunnels, Brücken, Bahnübergänge und der meisten  Bahnhöfe des privatisierten britischen Eisenbahnnetzes war. Die gescheiterte Überholung und Modernisierung der West Coast Main Line hatte wesentlichen Anteil daran, dass die Unternehmensgruppe scheiterte und die Vermögensgegenstände im Oktober 2002 an Network Rail übergingen. Network Rail ist anders als Railtrack zuvor ein nicht gewinnorientiertes Unternehmen, für das 116 meist öffentlich-rechtliche Körperschaften bürgen.
Nach der Analyse des Privatisierungskritikers James Meek war für den 1996 erfolgten Börsengang von Railtrack von erheblicher Bedeutung, dass Railtrack bei Investoren die Überzeugung wecken musste, dass Railtrack anders als British Rail die West Coast Main Line grundlegend überholen könne. Dringend überholbedürftig waren insbesondere die Stellwerke als wesentliches Element der Sicherung von Zugfahrten. Die überwiegend US-amerikanischen Berater des Börsenganges sprachen die Empfehlung aus, für die Zugsicherung zukünftig auf ein Fahren im wandernden Raumabstand zu setzen. Mit diesem Verfahren, das auch Fahren auf elektronische Sicht oder Moving Block genannt wird, kann die Kapazität einer Strecke maximiert und die technische Ausrüstung minimiert werden, da auf ortsfeste Blöcke und deren Gleisfreimeldeanlagen verzichtet wird. Die Züge ermitteln dann den Standort ihres Zugschlusses selber und senden ihn quasi-kontinuierlich an den folgenden Zug. Dieser berechnet unter Berücksichtigung seines Bremsweges den Punkt, ab dem die Geschwindigkeit herabgesetzt werden muss. Allerdings gab es ein wesentliches Umsetzungsproblem: Fahren im wandernden Raumabstand war im Schienenverkehr weitgehend unerprobt. Meek wies darauf hin, dass selbst im Jahre 2014 solche Systeme nur auf wenige innerstädtische Verkehrssysteme wie beispielsweise die Docklands Light Railway und die Shanghai Metro begrenzt waren. Selbst diese wurden erst zu einem Zeitpunkt installiert, als die Modernisierung der West Coast Main Line längst abgeschlossen sein sollte. Die meisten kontinentaleuropäischen Eisenbahngesellschaften waren im Januar 1995 zu dem Schluss gekommen, dass Fahren im wandernden Raumabstand noch nicht weit genug entwickelt sei, um im Zugverkehr eingesetzt werden zu können. Aus Sicht von Meek wurde diese Entscheidung von den überwiegend US-amerikanischen Beratern und Führungskräften von Railtrack nicht wahrgenommen, weil es an Austausch mit diesen Fachleuten fehlte. Die Berater und das Topmanagement von Railtrack gingen überwiegend davon aus, dass kontinentaleuropäische Eisenbahngesellschaften sich ebenfalls mit der Einführung dieser Technik befassten und Railtrack lediglich die erste Eisenbahngesellschaft sein würde, die diese Technik einführen würde. Die Warnung hauseigener Fachleute wurde überhört, wobei unklare Kompetenzen, der Abbau von Mitarbeitern und innerbetriebliche Querelen in Folge der Privatisierung beitrugen. Es gab Warnungen der Berater, dass ein Scheitern dieser Technik zum einen die Kosten der Modernisierung deutlich erhöhen, die Erhöhung der Fahrgeschwindigkeit verhindern und nicht zu dem erhofften Kapazitätswachstum führen würde. Diese wurden zumindest von der Öffentlichkeit nicht wahrgenommen. Auch die kritischen Fragen, die im britischen Unterhaus bereits im Februar und März 1995 zu den Plänen von Railtrack gestellt wurden, blieben ohne Auswirkung.
Im Februar 1997 gewann Richard Bransons Virgin Trains die Ausschreibung, die Strecken auf der West Coast Main Line zu bedienen. Im Oktober 1997 gaben Railtrack und Richard Branson bekannt, wie die zukünftige Entwicklung der West Coast Main Line vonstattengehen sollte. Railtrack würde 1,5 Milliarden Britische Pfund für die Überholung der Gleisanlagen ausgeben und für einen Anteil an den Gewinnen von Virgin Trains für 600 Millionen Britischen Pfund auf der Strecke Fahren im wandernden Raumabstand installieren. Gemeinsam mit weiteren Verbesserungen sollten dadurch Hochgeschwindigkeitsstrecken entstehen, auf denen ab 2002 eine Geschwindigkeit von 125 Meilen pro Stunde und ab 2005 140 Meilen pro Stunde erreicht werden könnten. Manchester wäre dann von London aus mit einer Fahrzeit von einer Stunde und 45 Minuten erreichbar gewesen. Railtrack verpflichtete sich parallel zu hohen Strafzahlungen, sollte dieses Ziel bis 2005 nicht erreicht werden. Dass dieses Ziel nicht erreichbar war, war bereits 1999 erkennbar: In diesem Jahr gab Railtrack bekannt, dass die Kostenschätzung mittlerweile bei 5,8 Milliarden Britischen Pfund läge und hatte sich weitgehend von der Idee verabschiedet, Fahren im wandernden Raumabstand zu installieren. Im Jahre 2001 wurden die Kosten auf 7,5 Milliarden Britische Pfund geschätzt. Die Modernisierung dieser wichtigen britischen Zugverbindung wurde in Teilen erst 2008 fertiggestellt und hatte zu dem Zeitpunkt 9 Milliarden Britische Pfund gekostet, die überwiegend vom britischen Steuerzahler getragen wurden.
Drei schwere Zugunglücke, die sich auf anderen von Railtrack verantworteten Streckenabschnitten ereigneten, führten letztlich dazu, dass der britische Verkehrsminister Stephen Byers Railtrack plc am 7. Oktober 2001 nach einem entsprechenden Antrag beim High Court of Justice unter Zwangsliquidation stellte. Die Vermögensgegenstände gingen wenige Monate später an Network Rail über.

### Virgin Trains

Bedienungsschema

Nach der Zerschlagung von British Rail erhielt Virgin Trains den Zuschlag, den Fernverkehr auf der WCML zu betreiben. Im Zuge der jüngsten Modernisierung ist die Strecke für Neigezüge ausgebaut und die Höchstgeschwindigkeit abschnittsweise von 110 mph (177 km/h) auf 125 mph (201 km/h) angehoben worden. Die Reisezeit zwischen London und Glasgow konnte von 5:10 Std. auf 4:25 Std. reduziert werden. Virgin Trains plante, auf der ab 2008 vierspurig ausgebauten Trent Valley Line Pendolino-Züge (Class 390) mit 135 mph (217 km/h) verkehren zu lassen. Die Beschleunigung wurde jedoch nicht umgesetzt.

### Avanti West Coast
Am 8. Dezember 2019 übernahm Avanti West Coast, das ein Tochterunternehmen der FirstGroup und der Trenitalia ist, den Fernverkehr (West Coast Partnership) auf der West Coast Main Line.

## Betrieb

### Fernverkehr
Der Großteil des Personenverkehrs wird durch Avanti West Coast abgewickelt. Sechs bis sieben Züge pro Stunde führen von Euston zu Zielen wie Manchester, Liverpool oder Birmingham. Der längste Laufweg dieser Züge führt ein Mal pro Stunde nach Glasgow Central, ein anderer etwa alle zwei Stunden nach Edinburgh Waverley. Avanti ist die einzige britische Bahngesellschaft, die Neigezüge einsetzt: Für die vollständig elektrifizierten Linien werden Pendolini der Klasse 390 und A-Trains der Klasse 807 und für die übrigen Strecken die Zweikraftzüge der Klasse 805 eingesetzt.
Die WCML wird abschnittsweise auch von anderen Eisenbahngesellschaften benutzt. Das sind beispielsweise TransPennine Express nördlich von Manchester und Liverpool oder CrossCountry. Zudem wird der Caledonian Sleeper in der Nacht von London Euston bis Edinburgh über die West Coast Main Line geführt.

### Regionalverkehr
Der Regionalverkehr wird vor allem von West Midlands Trains unter der Marke London Northwestern Railway abgewickelt. Etwa sieben Züge pro Stunde beginnen in Euston und werden nach Tring, Birmingham oder Crewe geführt. Andere Verkehrsunternehmen wie ScotRail oder Govia Thameslink Railway mit der Southern-Marke bedienen einzelne Verbindungen.